# Jan Drzewoski

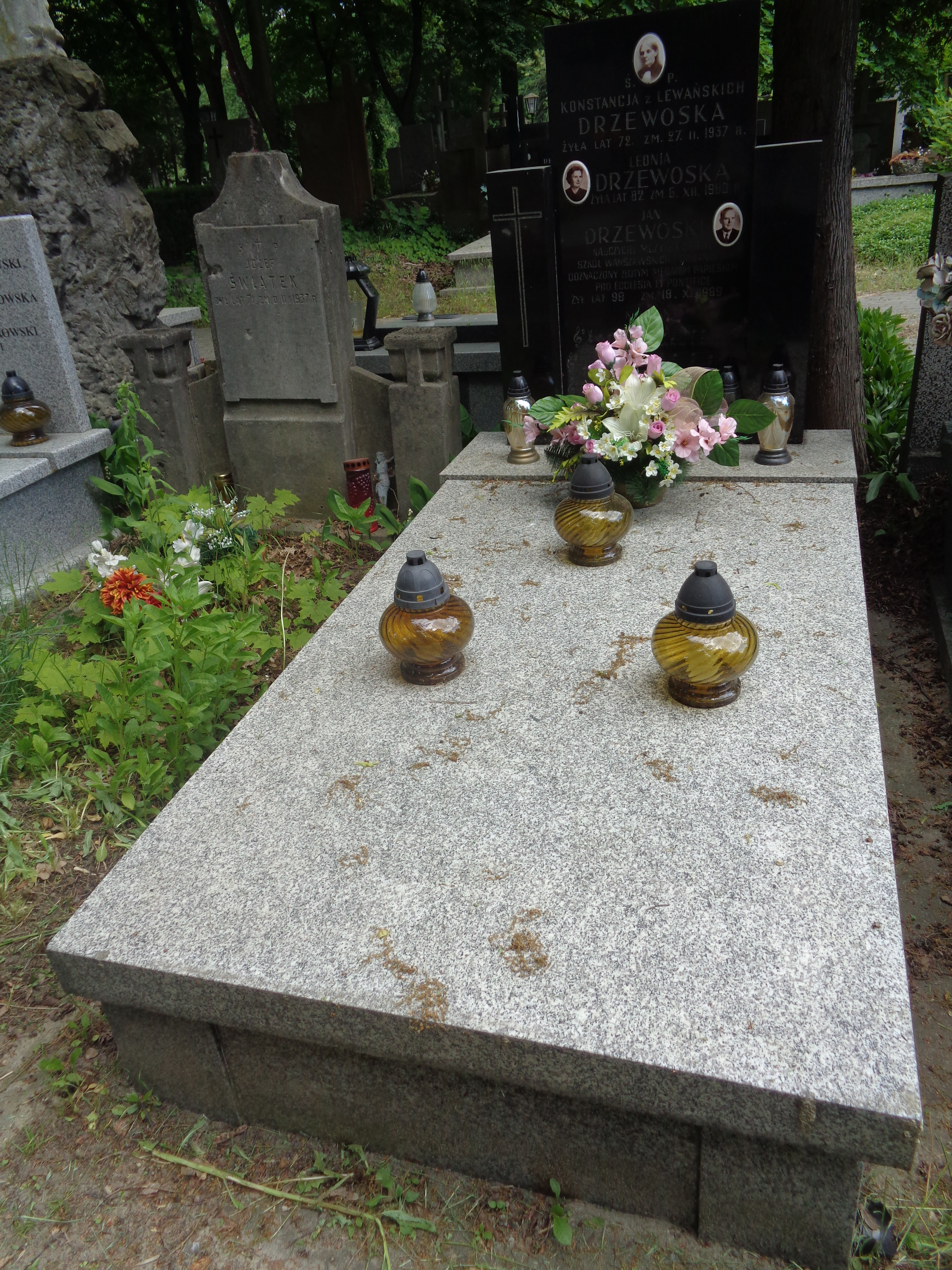
Grobowiec rodzinny na Cmentarzu Bródnowskim

Jan Drzewoski (ur. 27 grudnia 1891 w Loket, Austro-Węgry, zm. 18 listopada 1989 w Warszawie) – polski kompozytor, chórmistrz i organista.
W 1913 r. ukończył warszawskie Konserwatorium Muzyczne, rok wcześniej rozpoczął pracę organisty w kościele pw. św. Karola Boromeusza w Warszawie. Po uzyskaniu dyplomu rozpoczął pracę pedagogiczną jako nauczyciel śpiewu i muzyki w warszawskich szkołach i towarzystwach śpiewaczych. W latach 30. XX wieku Jan Drzewoski grał na organach w Teatrze Roma. Po II Wojnie Światowej został organistą w kościele pw. Matki Bożej z Lourdes w Warszawie, gdzie prowadził również dwa chóry – męski i mieszany. 
Papież Paweł VI przyznał Janowi Drzewoskiemu order krzyża Pro Ecclesia et Pontifice. 
Spoczywa na cmentarzu Bródnowskim w Warszawie w grobie rodzinnym (kwatera 37A-2-6). 15 lutego 2006 założono Fundację im. Jana Drzewoskiego, której jednym z celów statutowych jest promowanie twórczości patrona.
Dorobek kompozytorski Jana Drzewoskiego stanowi 78 utworów (34 opusy) na różne składy wokalne z towarzyszeniem organów: kompozycje liturgiczne (msze, pieśni) oraz utwory okolicznościowe; cechami kompozycji są śpiewność partii melodycznych i pełnoprawny akompaniament.